# Coleópteros en Chile

En Chile, los coleópteros (Orden Coleoptera) representan más del 90 % de las especies entomológicas descritas. Hasta ahora, se conocen 96 familias, cerca de 1196 géneros y alrededor de 3947 especies.

## Coleópteros nativos de Chile
- Aegorhinus phaletarus (cabrito del duraznero)
  - Familia: Curculionidae
  - Distribución: zona central de Chile
- Aegorhinus superciliosus (cabrito del frambueso)
  - Familia: Curculionidae
  - Distribución: zona sur de Chile
- Aegorhinus vitulus (cabrito del roble)
  - Familia: Curculionidae
  - Distribución: zonas norte, centro y sur de Chile
- Rhyephenes maillei (gorgojo)
  - Familia: Curculionidae
  - Distribución: zonas centro y sur de Chile
- Adalia angulifera (chinita)
  - Familia: Coccinellidae
  - Distribución: zonas norte, centro y sur de Chile
- Apterodorcus bacchus (borrachito, torito, quiche)
  - Familia: Lucanidae
  - Distribución: zona sur de Chile
- Callisphyris apicicornis (sierra del Manzano)
  - Familia: Cerambycidae
  - Distribución: zona centro y sur de Chile
- Callyntra rossi
  - Familia: Tenebrionidae
  - Distribución: zona centro sur de Chile
- Ceroglossus chilensis (peorro)
  - Familia: Carabidae
  - Distribución: zona sur de Chile
- Cheloderus childreni (coleóptero de la luma)
  - Familia: Cerambycidae
  - Distribución: zona sur de Chile
- Hylamorpha elegans (pololo verde)
  - Familia: Scarabaceidae
  - Distribución: zona centro y sur de Chile
- Microplophorus magellanicus (yaladro de Magallanes)
  - Familia: Cerambycidae
  - Distribución: zona centro sur de Chile
- Oxypeltus quadrispinosus
  - Familia: Cerambycidae
  - Distribución: zona centro y sur de Chile
- Polynoncus bullatus
  - Familia: Trogidae
  - Distribución: zona centro sur de Chile
- Procalus reduplicatus
  - Familia: Chrysomelidae
  - Distribución: zona central de Chile
- Semiotus luteipennis (saltaperico)
  - Familia: Elateridae
  - Distribución: zona sur de Chile
- Stenomela pallida (crisomélido verde)
  - Familia: Chrysomelidae
  - Distribución: zona centro sur de Chile
- Sibylla livida
  - Familia: Cerambycidae
  - Distribución: zona centro sur de Chile
- Tibionema abdominalis (saltaperico)
  - Familia: Elateridae
  - Distribución: zona sur

## Con problemas de conservación
- Acanthinodera cummingii (madre de la culebra (hembra); ilico (macho))
  - Familia: Cerambycidae
  - Distribución: zona centro norte de Chile
- Apterodorcus tristis (mancapollo)
  - Familia: Lucanidae
  - Distribución: zona sur de Chile
- Chiasognathus grantii (ciervo volante; Cantabria)
  - Familia: Lucanidae
  - Distribución: zona centro sur de Chile
- Chiasognathus jousselinii (cantárida; ciervo volante peludo)
  - Familia: Lucanidae
  - Distribución: distribución restringida en zona sur de Chile (Alto Riesgo de extinción)
- Gyriosomus angustus (vaquita del desierto, vaquita de Paposo)
  - Familia: Tenebrionidae
  - Distribución: zona norte de Chile
- Gyriosomus granulipennis (vaquita del desierto, vaquita de isla Choros)
  - Familia: Tenebrionidae
  - Distribución: distribución restringida en zona norte de Chile
- Holopterus chilensis (gusanero del roble)
  - Familia: Cerambycidae
  - Distribución: zona sur de Chile
- Neoholopterus antarcticus 
  - Familia: Cerambycidae
  - Distribución: extremo sur de Chile (estepa Patagónica)
- Paraholopterus nahuelbutensis
  - Familia: Cerambycidae
  - Distribución: distribución restringida en zona centro sur de Chile
- Praocis marginata
  - Familia: Tenebrionidae
  - Distribución: distribución restringida en zona norte de Chile
- Syllitus elguetai
  - Familia: Cerambycidae
  - Distribución: distribución restringida (Parque nacional Nahuelbuta)

## Acuáticos
En Chile continental no existen especies endémicas. Sin embargo, se pueden encontrar categorizaciones en las que se habla de endemismos en zonas como el archipiélago de Juan Fernández e isla de Pascua.
Los subórdenes más comunes son: Adephaga y Polyphaga. En el primer caso, son especies que han evolucionado hacia el ambiente acuático y han logrado adaptarse a ambientes como: agua superficial, sustratos flotantes, sumergidos entre dos aguas o de fondo, ambientes intersticiales y aguas freáticas. Además, constituyen una unidad monofilética. En cambio las familias pertenecientes al suborden Polyphaga, constituyen una ascendencia polifilética y muchos de ellos solos sus estados larvarios permanecen en el agua.

Las familias que representan al suborden Adephaga son: Dystiscidae, Gyrinidae y Haliplidae, a su vez, el suborden Polyphaga se ve representado en las familias: Hydrophilidae, Hydraenidae, Elmidae y Psephenidae.